# Трав'янець великий
Трав'янець великий (Emberizoides duidae) — вид горобцеподібних птахів родини саякових (Thraupidae). Цей малодосліджений вид є ендеміком Венесуели.

## Поширення і екологія
Великі трав'янці є ендеміками гори Серро-Дуїда на півдні Венесуели. Вони живуть у савані, на висоті від 1000 до 2400 м над рівнем моря. Нижче, біля підніжжя гори мешкає споріднений вид — гострохвостий трав'янець. Великі трав'янці мають більші розміри, ніж довгохвості трав'янці, досягають 21 см у довжину. Їхні хвости відносно довші, а верхня частина тіла тьмянаша. Великі трав'янці відомі лише за кількома зразками, зібраними у 1928-1929 і 1950-х роках.